# Shaman (gruppo musicale)
Gli Shaman sono un gruppo progressive power metal brasiliano fondato nel 2000 da tre ex-componenti degli Angra: Andre Matos, Luis Mariutti e Ricardo Confessori.

## Storia degli Shaman
Per completare la formazione si aggiunge alla band il chitarrista Hugo Mariutti (fratello minore di Luis - entrambi suonavano assieme in un'altra band, gli Henceforth).
La band è stata costretta, per un certo periodo, a cambiare nome in Shaaman a causa di problemi legali relativi all'omonimia con il gruppo musicale folk metal finlandese, che a sua volta ha cambiato poi nome in Korpiklaani.
Nell'ottobre 2006, André Matos abbandona ufficialmente il gruppo per dedicarsi alla carriera solista, portandosi via i fratelli Mariutti. Confessori, detentore dei diritti legati al nome della band, riforma la band ripartendo quasi da zero.
Nel 2013 Confessori fonda i Noturnall, con il cantante subentrato a Matos, Thiago Bianchi. L'anno successivo viene dichiarato ufficialmente lo scioglimento degli Shaman.
Il 15 aprile 2022, oltre un decennio dopo il precedente disco, la band  ritorna sulle scene pubblicando l'album Rescue, con una formazione molto simile a quella del disco d'esordio; non solo i musicisti, ma anche l'atmosfera che permea questa produzione riporta alla mente i primi lavori del gruppo.

## Formazione

### Formazione attuale
- Alirio Netto - voce
- Hugo Mariutti- chitarra
- Luís Mariutti - basso
- Fabio Ribeiro - tastiere
- Ricardo Confessori - batteria

### Ex componenti
- Andre Matos - voce
- Thiago Bianchi - voce
- Leo Mancini - chitarra
- Fernando Quesada - basso

## Discografia

### Album in studio
- 2002 – Ritual
- 2005 – Reason
- 2007 – Immortal
- 2010 – Origins
- 2022 - Rescue